# ニホンマムシ
ニホンマムシ（日本蝮、学名：Gloydius blomhoffii）は、爬虫綱有鱗目クサリヘビ科マムシ属に分類されるヘビ（毒蛇）。単に「マムシ」とも呼ばれる。

## 形態
大きな三角形の頭を持ち、寸胴な印象を受ける蛇で最大全長80センチメートル。体色は変位が多いが褐色系で、赤褐色から黄褐色であり、全身は鱗に覆われている。頭頂部の鱗は大きいものが組み合わさるタイプで、その様子は同じクサリヘビ科のハブよりもナミヘビ科のヘビに似る。頭頂部の大形鱗は9枚あり、前から2枚、2枚、3枚、2枚の順で並ぶ。目の後ろには黒い線が現れ、その上下には黄白色のやや細い条線が入る。背面には黒く縁どられた斑紋が現れ、概ね20個前後が見えることが多い。斑紋の中心には黒い部分が明瞭に見える。全体の印象の通り頭部は大きく、頸部の1.5倍程度になる。頭部には赤外線を感知するピット器官が発達する。外部からも明瞭にわかり骨にも痕跡が残る。牙は管牙で閉口時は折りたたまれている。舌は暗褐色や黒。
出産直後の幼蛇は全長20センチメートル、体重5グラム。幼蛇は尾の先端が橙色。

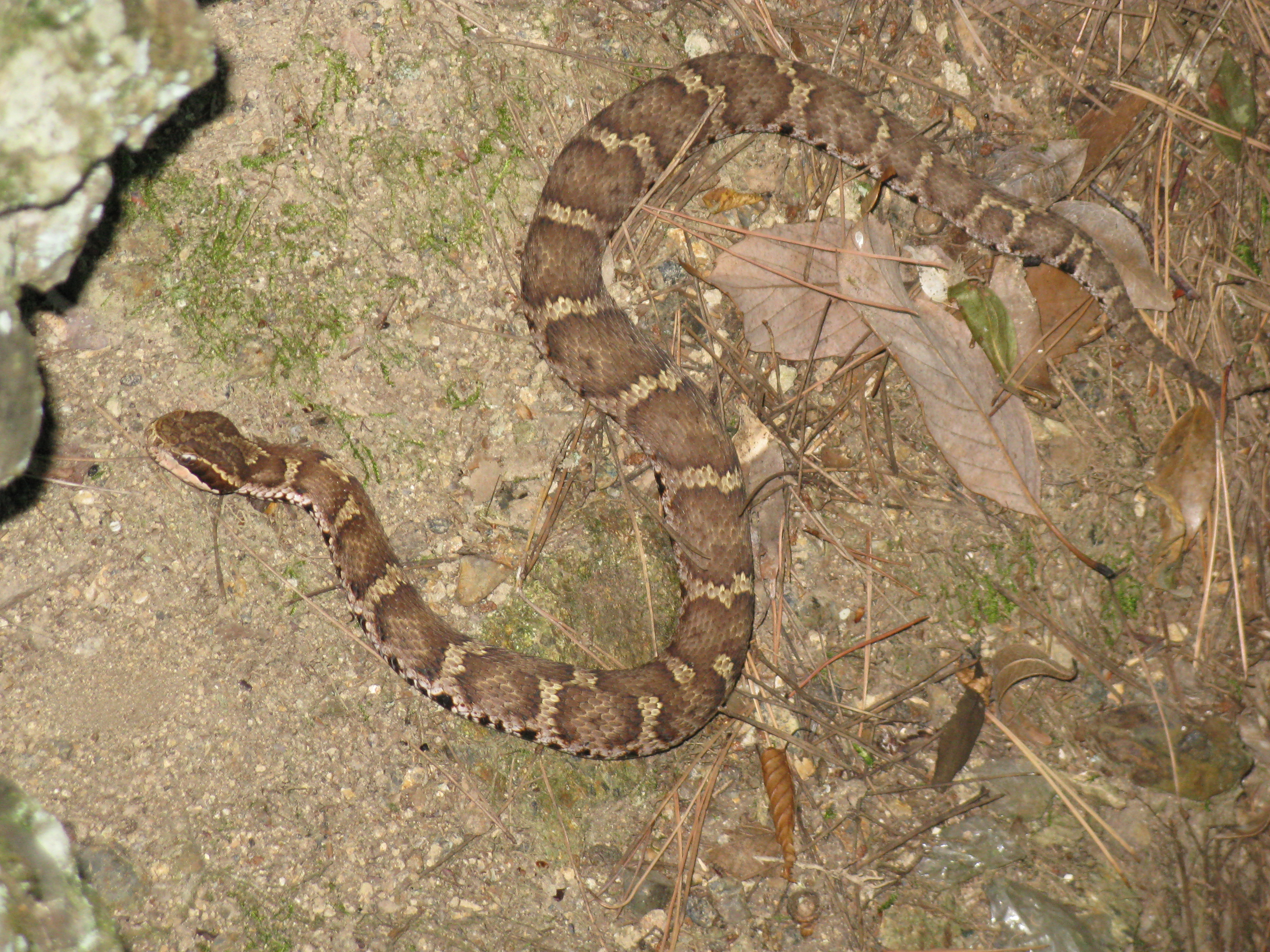
寸胴な体と特徴的な模様。斑紋の真ん中に黒点がある
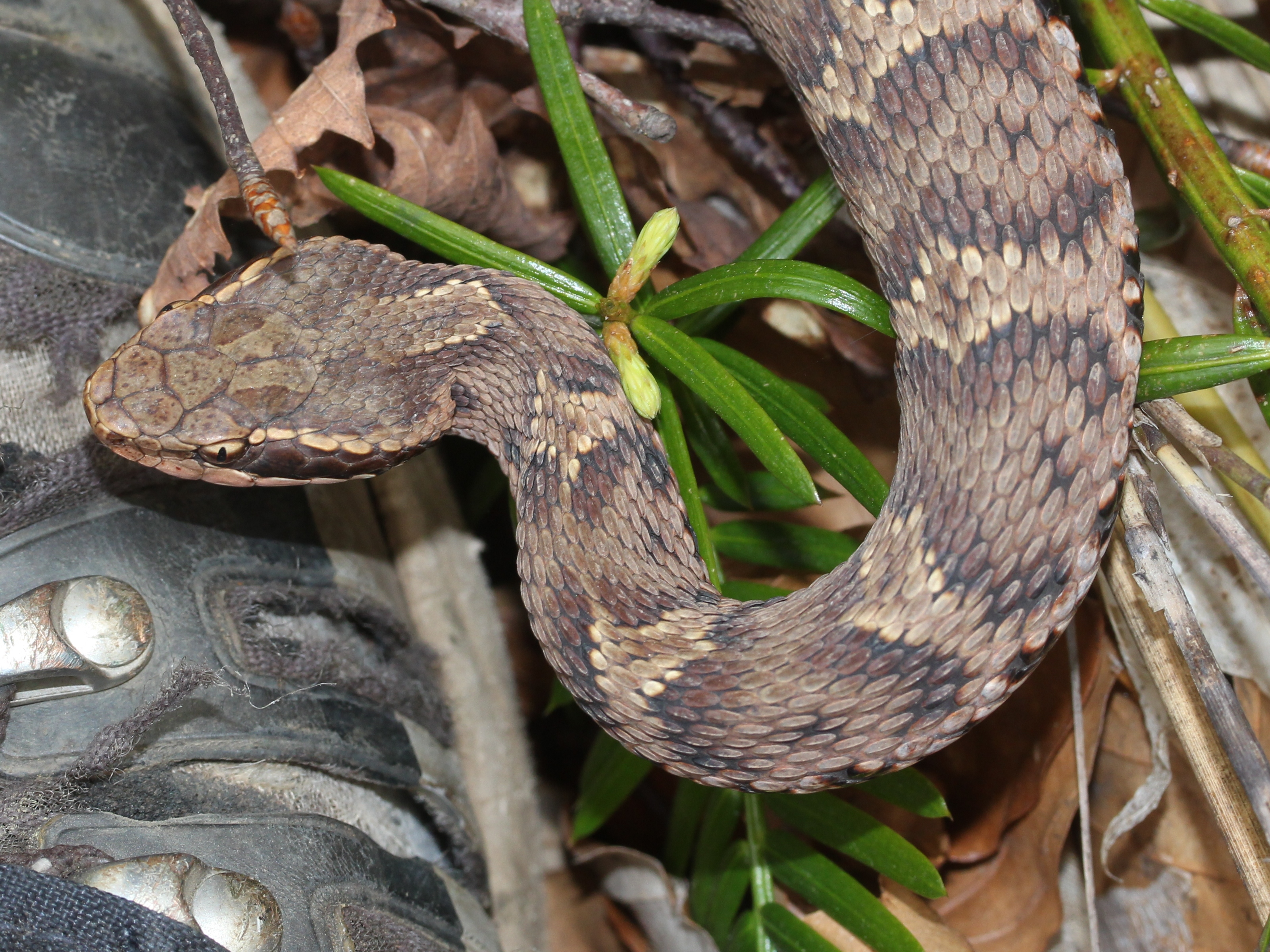
頭部は大きく大形鱗と目の横の黒条が目立つ
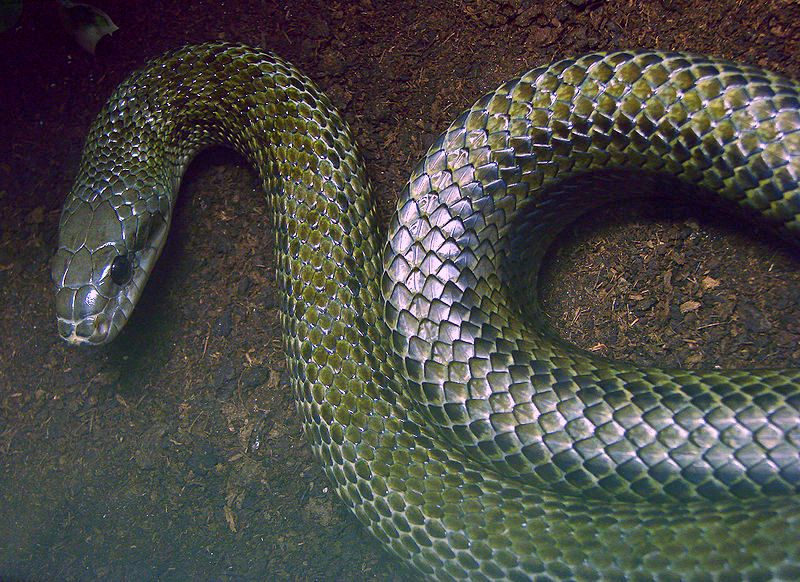
参考：アオダイショウ（ナミヘビ科）の頭部。大形鱗が目立つ
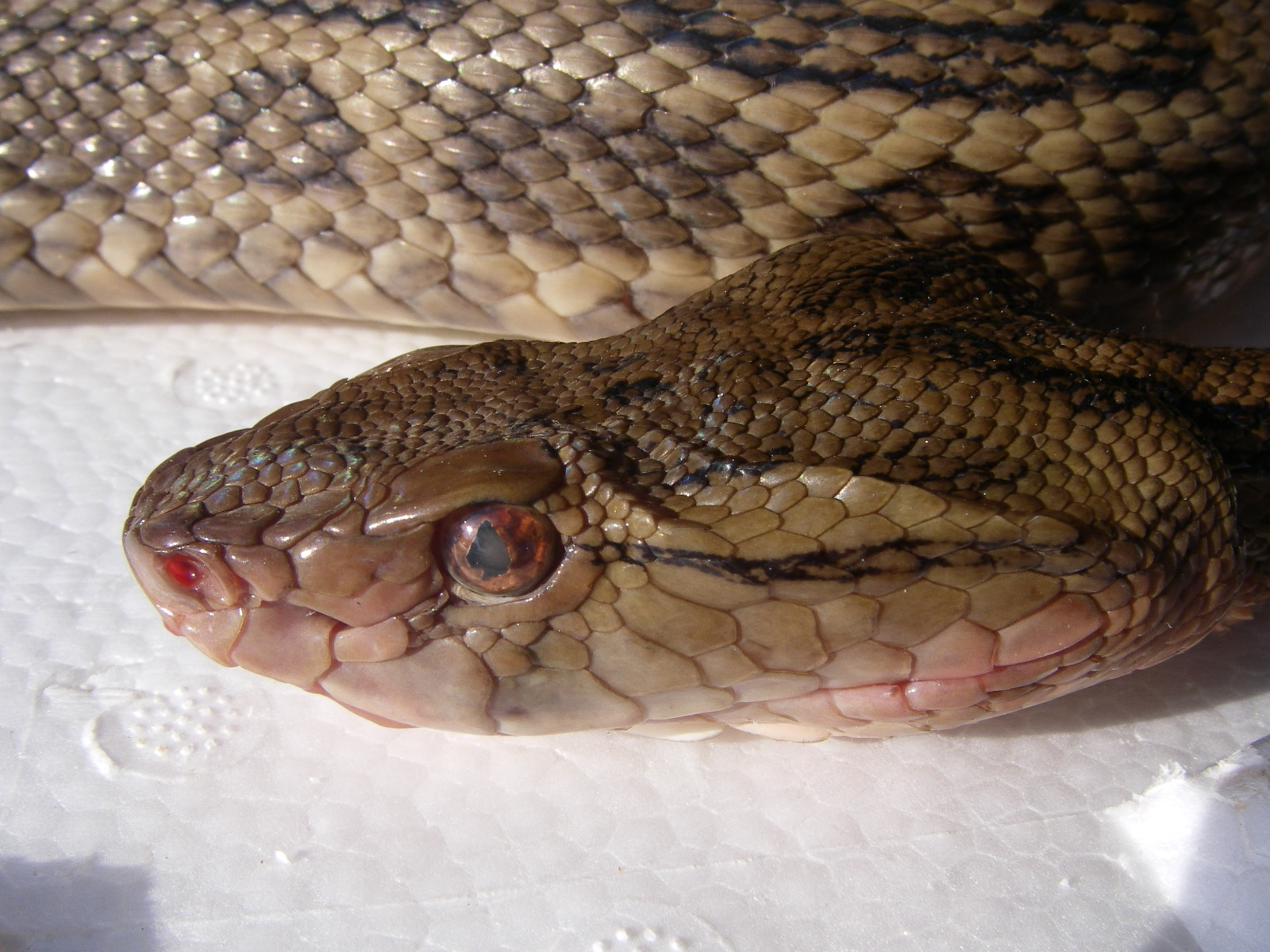
参考：ハブ（クサリヘビ科）の頭部。大形鱗が無い。
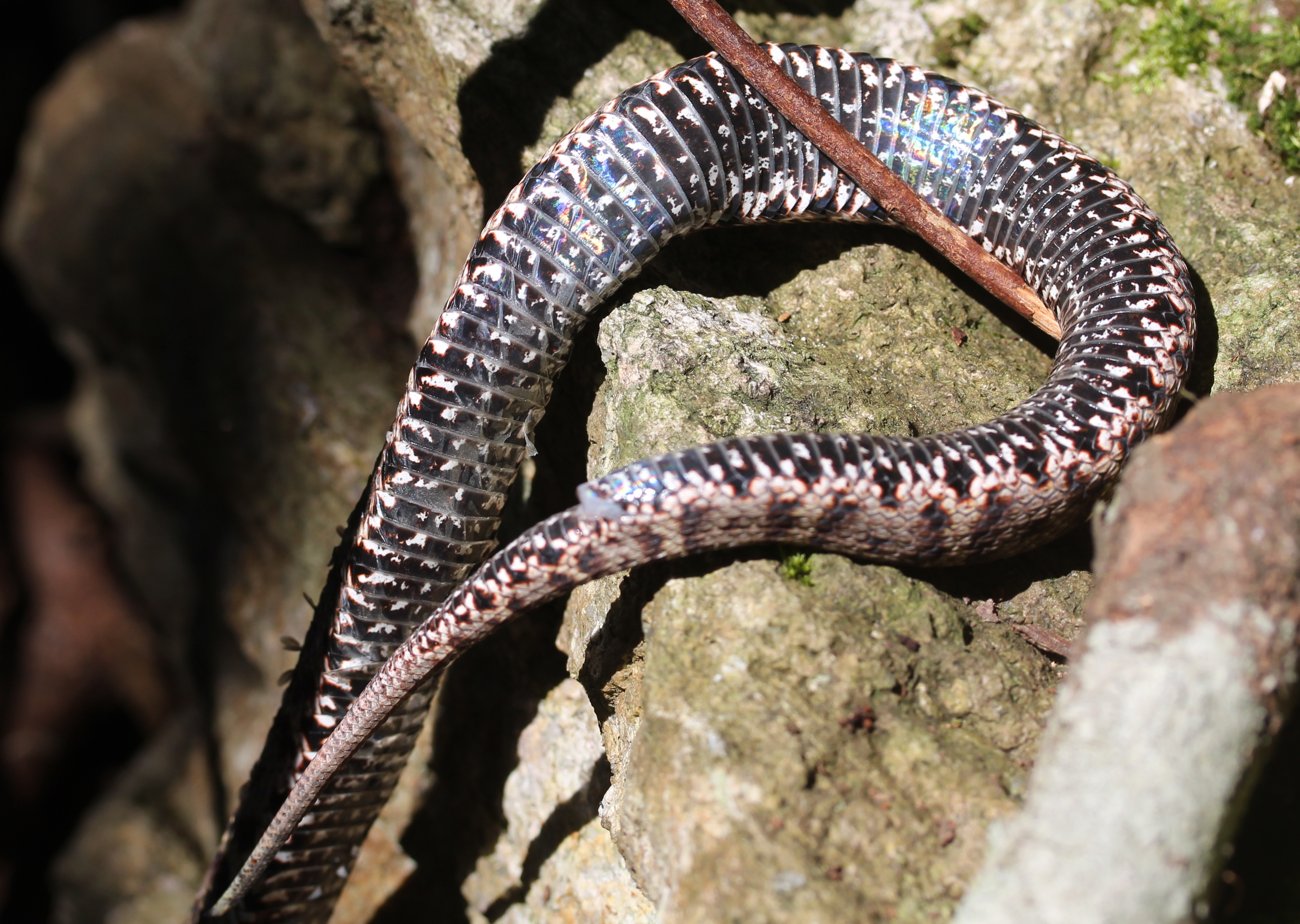
腹側の様子

### 類似種
大陸産のものは背中の斑紋が多いことが昔から知られていた。日本産種でも長崎県対馬の個体は背中の斑紋が多く、斑紋の中央部に黒点が現れない、舌の色が違うなどの相違点が指摘されており、別種とする説が提唱されている。

## 生態
平地から山地の森林、藪に棲む。水場周辺に多く出現し、山間部の水田や小さな川周辺で見かけることも多い。時に田畑にも現れる。
魚類や両生類、爬虫類にはしばしばみられることであるが、マムシも遅延受精が見られる。交尾は夏ごろ行われるが、受精は冬眠明けの翌年の春となり、その間は雌の膣付近の卵管下部で貯蔵される。なお、時期になっても雌の卵胞の発育が起こらない場合はさらに翌年まで貯蔵されるという。飼育下では最後に雄と一緒に飼育されてから4年半、雌一匹で過ごしたマムシの出産が報告されている
日周活動は季節や地理変異があり、例として九州の個体群は4 - 5月・10月は昼行性傾向が強く、6 - 9月は夜行性傾向が強い。危険を感じると頸部をもたげ舌を出し入れする、尾を細かく振るわせて威嚇音を出す、肛門腺から臭いを出すなどの行動を行う。樹皮が粗ければ木に登ることもあり、幼蛇は壁面を登ることもある。11 - 翌3月は冬眠し、冬眠前後の温暖な日には日光浴を行い体温を上げる。
野生下ではドブネズミ・ニホンリスなどの哺乳類、スズメなどの鳥類、ニホンカナヘビ・ヒバカリなどの爬虫類、カエルなどの両生類、ウキゴリ・ウナギ類・ドジョウなどの魚類、ムカデ類などの節足動物を食べる。共食いも行う。天敵はイヌワシ、クマタカ、オオタカ、マングースなど。
繁殖様式は胎生。8月下旬から9月に交尾し、メスは卵管にある腺組織（精子嚢）に精子を貯蔵する。翌年の6月にこの精子を用いて授精する（遅延授精）。妊娠期間は約90日。8 - 10月に、1回に2 - 3頭の幼蛇を産む。出産間隔は2 - 3年。生後3 - 4年で成熟する。
妊娠中の個体は神経質になる傾向があり、積極的に噛みつく。

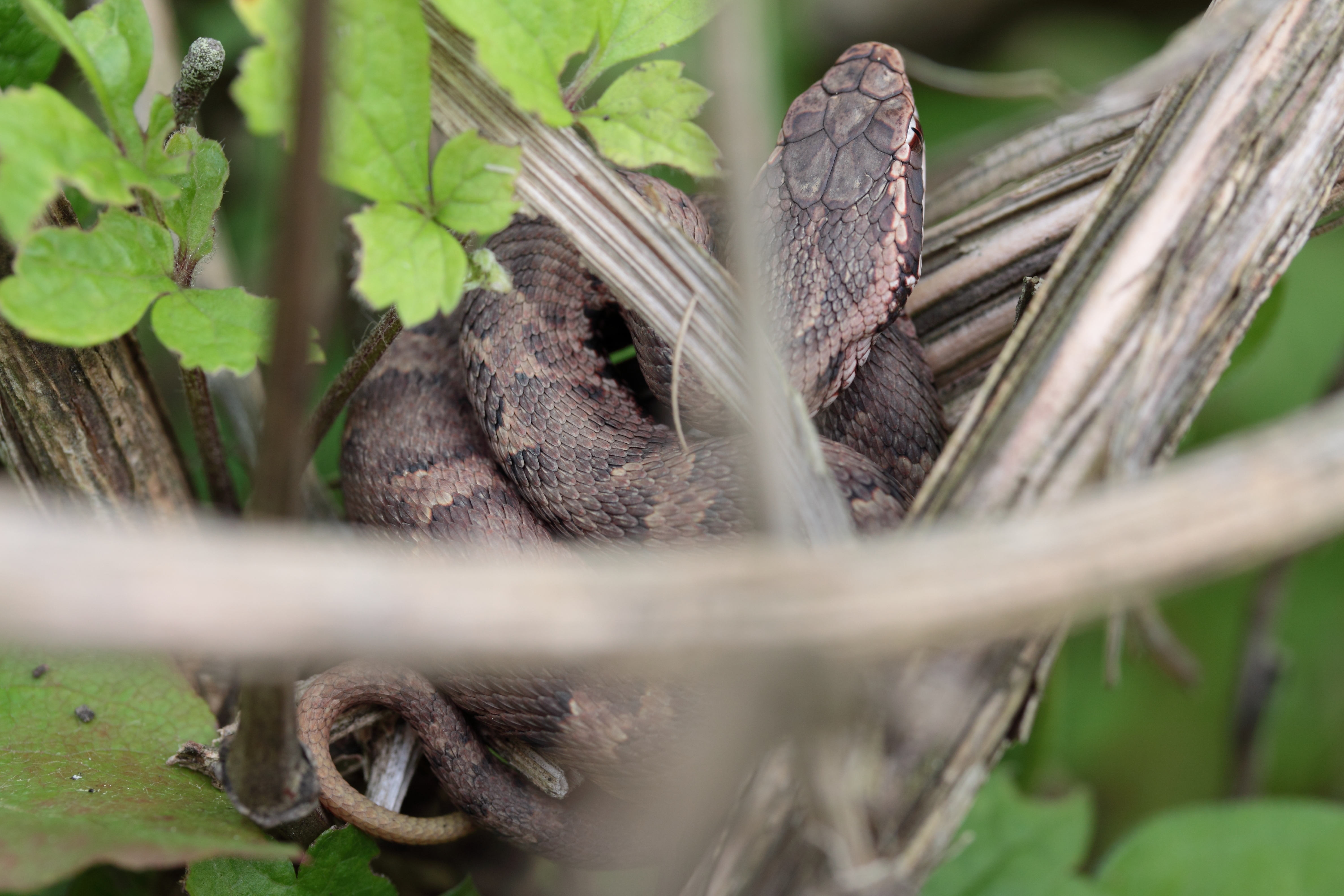
草むらに潜む個体（東京都）
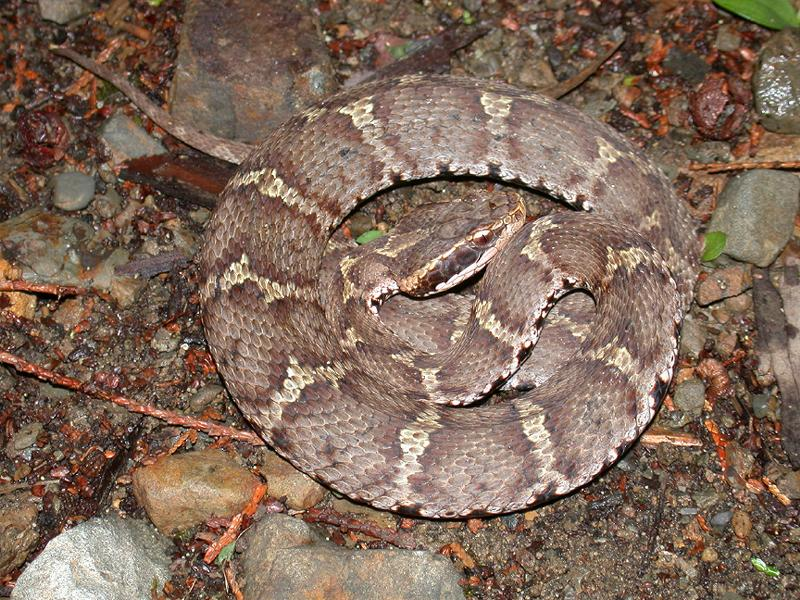
とぐろを巻くマムシ（和歌山県）

## 分布
日本列島およびその周辺の島（北海道、本州、四国、九州、国後島、焼尻島、天売島、佐渡島、隠岐、壱岐、五島列島、甑島列島、屋久島、種子島、伊豆大島）にのみ棲息する。

## 人間との関係
日本本土では、ヤマカガシと共に身近な毒蛇である。

### 毒
毒性はハブよりも強いが、体が小さいため毒量は少ない。20グラムのマウス（ハツカネズミ属）に対する半数致死量（LD50/20g mouse）は静脈注射で19.5 - 23.7マイクログラム、（日本産の他種ではセグロウミヘビ1.7 - 2.2マイクログラム、ハブ沖縄島個体34.8マイクログラム・奄美大島個体47.8マイクログラムなど）。腹腔内投与では27 - 31マイクログラム。
咬傷を受けると局所の疼痛、腫脹がおきる。局所の疼痛はしばらくすると収まるが、腫脹により神経が圧迫されることで腫脹部全体の疼痛が発生する。腫脹の進行は症例によって異なり手を噛まれた場合でも肩に達するのが数時間の例もあれば、2日かかった例もある。出血作用は強くないものの、血小板が凝集することで血中の血小板が減少し止血作用を失う。これに出血作用が加わることで皮下や消化管などの全身で持続性の出血が起こる。骨格筋が溶解し筋肉中のミオグロビンが血液中に流出し、ミオグロビン血症・褐色尿を引き起こす。全身の腫脹によって循環血液量が減少することで腎機能障害を引き起こす原因になったり、ミオグロビンの流出量が多いと腎臓の糸状体で詰まることで腎組織が壊死する。出血と末梢血管の膨張により血圧が下がり、ショック状態になることもある。重症化した例は大きく分けると腫脹が強く急性腎不全を起こす例か、腫脹は顕著でないものの咬傷後数時間で播種性血管内凝固症候群（血小板が激減し全身性の出血・血圧低下）を引き起こす例に分かれる。毒には様々な因子が含まれることに加え、注入された毒量・噛まれた部位によっても症状が異なる。本種の咬傷被害による死亡例は主に急性腎不全によるものだが、急性腎不全による肺浮腫だけでなく本種の毒素が肺にも直接影響を及ぼす可能性が示唆されており、一命は取り留めたものの急性肺障害による呼吸不全に至った症例も報告されている。神経毒が含まれている可能性も示唆されており、神経毒に由来する可能性がある症状として斜視・複視・視神経障害・眼筋異常・換気障害・筋無力症状などの報告例もある。
1961年・1962年（昭和36・37年）の調査では、咬傷被害者数は、19県で年平均2,182人、全国総計約3,000人以上であったと推定されている。咬傷被害は手への被害が多く農作業や山菜採り・きのこ狩り・草刈りなどをする際の被害例が多いが、捕獲時の咬傷被害例もある。足への咬傷被害では、草履などを履いていた例が多い。
日本では2020年（令和2年）の時点でくさりへび科（クサリヘビ科）単位で特定動物に指定されており、2019年（平成31年/令和元年）6月には愛玩目的での飼育が禁止された（2020年6月に施行）。
咬傷を受けた場合、119番に通報したうえで救急車の出動を要請した後、安静にすべきとされている。身体を激しく動かすと体液の循環が促進され、その分だけ毒の廻りが早くなる。ただし、救命救急医らのグループによる全国調査によれば、結果的には走ってでも逸早く医療機関を受診するほうが軽症で済むことが分かったという。牙跡は1～4か所を数えるケースもあるが、普通は2か所であり、現場で可能な処置は、咬傷部より心臓側で軽く緊縛することである。ただし、緊縛も後述の乱切や吸引同様、問題視されつつあり、するのであれば軽く緊縛するのが無難である。また、日本では、毒蛇に咬まれた時の応急措置として「口で毒を吸い出す」というやり方が古くから民間療法として伝えられてきたが、素人による切開・毒素の吸引は行うべきでない。
咬まれた時の時間や状況は説明できるように憶えておく必要がある。
速やかに処置可能な医療機関でマムシ抗毒素血清投与などの治療を受ける。6時間以内の血清投与が推奨されており、少なくとも24時間は経過観察が必要。血清投与に際しては、アナフィラキシー・ショックに十分注意して投与する。血清投与後、7日から10日して2 - 10パーセントで遅延型アレルギーを起こした場合は、ステロイド剤や抗ヒスタミン剤を投与する。なお、医療機関においても、乱切や吸引は問題視されつつある。
血清投与に関わる諸問題を回避するため、台湾に自生するタマサキツヅラフジ（学名：Stephania cephalantha）から抽出されたアルカロイド系のセファランチン (cepharanthine) が使用される場合がある。
マムシ毒は、一説には捕食対象である小動物に特異的に効き、対人効果は数値に現れる程ではないともされる。
- ブラジキニンを遊離する酵素：末梢血管の血管拡張を行い血圧を降下させる。
- ホスホリパーゼA2：溶血作用に関与する。
- トロンビン様酵素：細胞膜を溶解する酵素や血液凝固系に作用する。
- アリルアシダーゼ、エンドペプチダーゼ：タンパク質分解酵素で、咬傷部の骨格筋変性に作用する。
- 出血因子：毛細血管に作用し、強力に体内出血を誘発する。

死亡例の多くは受傷後、3 - 4日後に集中する。
民間療法もいろいろある。鹿児島県大隅地方においてはマムシの咬傷にはイノシシの鼻の黒焼きを患部に擦り付けるのがいいとされていた。これはイノシシがマムシをよく食うからだという。イノシシ猟は複数人で行われ獲物は分配されたが、鼻を含む頭部をもらえることは名誉なことだとされた。

### 食用・ 薬用
肉は食用にできる。寄生虫のリスクがあるので加熱は必須である。
関西では料理において鰻丼のことを「まむし」、あるいはウナギの釜飯を「まむし釜飯」と呼ぶことがあるが、呼び名の由来は本種とは無関係で、鰻（うなぎ）飯を意味する「鰻飯（まんめし）」が訛った語とする説や、飯と飯の間に挟み込んで蒸し物にすることから「間蒸し（まむし）」と呼んだいう説などがある。
マムシの皮を取り去って乾燥させたものを「反鼻（はんぴ）」と呼び、漢方薬として滋養強壮などの目的で用いる。胆嚢を乾燥したものは「蛇胆（じゃたん、通称：じゃったん）と呼ばれ、反鼻よりも滋養強壮効果が高いとされる。蛇胆は、ハブやコブラのものであったりもする。反鼻や蛇胆は栄養ドリンクなどにもよく使用されている。
民間療法では、強精効果を目的に、生きたままのマムシや、生の身、あるいは乾燥させた身を、焼酎漬けにして飲用する場合があり、これは「蝮酒/まむし酒（まむしざけ）」と呼ばれる薬酒（健康酒）である。一般的には生きたまま漬ける。また、目玉は生で飲用することもある。生体や生の身を蝮酒にする際は、1か月ほど餌を与えずに飼ってその間に体内の排泄物を全て出させるのであるが、その状態でもまだ餓死せず生きている。そのため、一般にはかなり生命力のある生物と思われることが多いものの、1か月の絶食でも生きているのは変温動物であるがゆえにエネルギー消費が小さいのが原因である。ただし、この方法で蝮酒を造る場合、アルコール濃度が低いと腐敗してしまう可能性が高い。特に体色が赤めのものは「赤蝮/赤まむし（あかまむし）」と呼ばれ、薬効が高いとされるが、成分は他の個体と変わらない。蝮酒は打撲傷の治療にも使用されるが、科学的根拠は確認されていない。俳諧・俳句の世界では「蝮酒」は夏の季題・季語である。

### 象徴
毒々しいもの、粗暴なもの、陰険なものを表す言葉にしばしば「マムシ」使われる。戦国大名の斎藤道三（1494?-1556）、鳥居耀蔵（幕臣、1796-1873）、栃錦清隆（大相撲力士、1925-1990）、杉原輝雄（ゴルファー、1937-2011）などはあだ名をマムシと呼ばれた。また、たとえば毒蝮三太夫（俳優、1936 - ）のように奇抜な芸名として用いられる場合もある。
植物の名にはマムシグサ（Arisaema serratum、サトイモ科）がある。これは花の形と茎の模様が鎌首をもたげたヘビのように見えること、自生地が薄暗い林床であることからの命名と見られている。

## 分類学的位置づけ

### 系統分類
以前は旧マムシ属（学名：Agkistrodon）に分類され、北アメリカ大陸に分布する種と同属とされていた。ミトコンドリアDNAの分子系統解析から、北アメリカ大陸に分布する種は単系統群で、東アジアに分布する種よりも同所的に分布するヤジリハブ属やガラガラヘビ属などに近縁であると推定された。そのため、Agkistrodon属に北アメリカ大陸に分布する種を残して（アメリカマムシ属）、本種を含めた東アジアに分布する種はマムシ属（学名：Gloydius）として分割された。
1994年（平成6年）に対馬の個体群が、独立した新種ツシママムシ Gloydius tsusimaensis として記載された。この種は、背面の斑紋中心部に暗色斑がない傾向があり、ピット器官が不明瞭、舌がピンク色をしている。

### シノニム
- Trigonocephalus Blomhoffii H. Boie, 1826

- Trigonocephalus [(Halys)] affinis Gray, 1849
- Trigonocephalus [(Halys)] Blomhoffii Gray, 1849
- T[rigonocephalus]. Blomhoffii var. megaspilus Cope, 1860
- Halys blomhoffii W. Peters, 1862
- T[rigonocephalus]. blomhoffii Jan, 1963
- Ancistrodon blomhoffii Boulenger, 1896
- Agkistrodon blomhoffii ? affinis Stejneger, 1907
- Ancistrodon halys blomhoffii Ross Smith, 2019
- Agkistrodon blomhoffii blomhoffii Sternfeld, 1916
- A[ncistrodon]. blomhoffii blomhoffii F. Werner, 1922
- Agkistrodon blomhoffii affinis F. Werner, 1922
- Ankistrodon halys blomhoffii Pavloff, 1926
- Agkistrodon halys blomhoffii Mell, 1929
- Agkistrodon halys affinis Mell, 1929

- Gloydius blomhoffii blomhoffii Hoge et Romano-Hoge, 1981

- Agkistrodon affinis Gloyd et Conant, 1990